# 승규
승규(1982년 2월 23일 ~ 2012년 8월 11일)은 대한민국의 배우이며, 본명은 이승규이다. 2007년 OCN의 《키드갱》으로 데뷔하였다.
2012년 8월 11일 대한민국과 일본과의 2012년 하계 올림픽 축구 3-4위전 당시 대한민국을 응원하고 집으로 귀가하던 도중 오토바이 사고로 사망했다. 향년 31세

## 출연 작품

### 드라마
- 2007년 OCN 《키드갱》 - 삼용 역
- 2007년 MBC 《이산》
- 2008년 MBC 《천하일색 박정금》
- 2008년 KBS 2TV 《강적들》
- 2008년 KBS 2TV 《그들이 사는 세상》
- 2009년 KBS 1TV 《청춘예찬》 - 꼴통 역
- 2009년 MBC 드라마넷 《하자전담반 제로》 - 달수 역
- 2009년 MBC 《선덕여왕》
- 2012년 MBC 《무신》 - 김홍취 역